# Абдибаит уулу, Бусурманкул
Бусурманкул Абдибаит уулу (род. 27 января 1993, Чон-Алайский район Ошской области) — кыргызский боец смешанных боевых искусств, представитель полулегкой весовой категории. Выступает на профессиональном уровне начиная с 2013 года, известен по участию в турнирах бойцовской организации M-1. Рекорд ММА 15-4-1. Бывший чемпион EFC в полулегком весе.

## Биография
Абдибаит уулу родился в 1993 году в Чон-Алайском районе Ошской области.

В 15 лет самостоятельно занялся бегом и борьбой на поясах.

В 2010 году приехал покорять столицу и по совету друга направился в бойцовский клуб «Локомотив» (ныне – FighterKG) к тренеру Кенжебеку Чекирову. Навыки и дисциплина, которые тот прививает подопечным, сразу понравились молодому спортсмену, и он почувствовал, что его ждет большое будущее.

## Спортивная карьера
В начале 2013 года стал чемпионом Кыргызстана по грепплингу и в том же году стал чемпионом мира по грепплигу (по версии Uni Fight) город Москва.

В 2014 году выиграл «серебро» на чемпионате Азии и Океании (по версии ADCC) город Сеул.

Много раз побеждал на чемпионате Кыргызстана (по версиям NAGA, FILA и ADCC).

В 2015 году стал абсолютным чемпионом КР – при личном весе 66 кг боролся со спортсменами тяжелее 100 кг и стал лучшим.

После этого сосредоточился на профессиональной карьере по ММА. Провел успешно два боя под эгидой казахстанской организации Alash Pride.

На турнирах по Кулатуу Эртаймаш, под эгидой WEF global, провел семь боев и все завершил досрочно победой в первом раунде.

Шестой по счету бой, состоявшийся 22 октября 2016 года, был титульным, где Бусурманкул отправил узбекистанца Дадахона Хасанова в технический нокаут и стал чемпионом мира.

По итогам 2016 года признан лучшим бойцом КР по версии Sports Awards.

25 Марта 2017 года в схватке с Арчилом Тазиашвили из Грузии выполнил болевой прием на ногу и защитил чемпионский титул.

10 июня 2017 года выступал на турнире Wieczor walk R8 в Польше проиграл по очкам местному бойцу.

23 сентябрь 2017 году провёл бой M-1, соперник был опытный боец из Бразилии Диего Давелла, бой был окончен ничьей. После чего 24 ноября 2017 года состоялся реванш и там Бусурманкул выиграл техническим нокаутом и получил благодарственную награду от главы Ингушетии Юнусбека Эвкурова.

По итогам 2017 года еще раз стал лучшим бойцом года КР по версии Sports Awards.

В 2018 году подписал контракт с одной из крупнейших организаций в мире M-1.

22 февраля 2018 года в организации M-1 состоялся бой против Максима Дивничем где Бусурманкул победил единогласным решением судей.

17 ноября 2018 года M-1 организовал следующий бой против Зелимбека Омарова где Бусурманкул выиграл по очкам.

30 августа 2019 года M-1 организовал бой против Андрея Лежнева где Бусурманкул выиграл бой по очкам.